# Franco e Filippolo de Veris
Franco de Veris, o Lanfranco (Milano, ... – inizio del XV secolo), e 
Filippolo de Veris (Milano, ... – prima metà del XV secolo), rispettivamente padre e figlio, furono pittori e miniatori in Lombardia all'epoca di Gian Galeazzo Visconti.

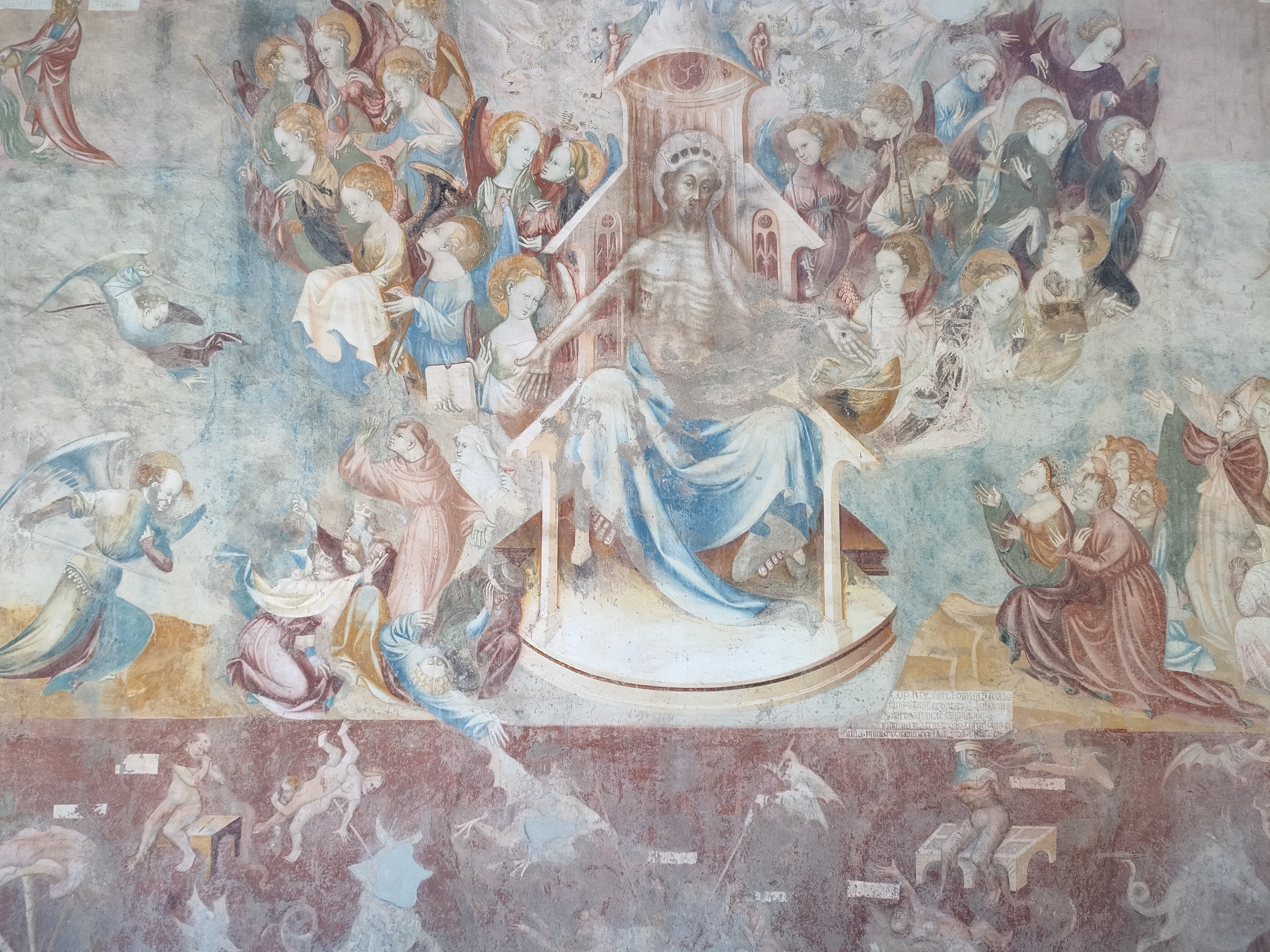
Il Giudizio universale di Campione

Nel 1385 furono con Giovanni di Benedetto da Como al Duomo di Cremona per affrescare i trentasette episodi dell'antico testamento nel transetto. Il loro capolavoro, ricordato da un'iscrizione e datato 1400, è il ciclo di affreschi della chiesa di Santa Maria dei Ghirli a Campione d'Italia, dove spicca il Giudizio universale con molti dettagli presi dal mondo cortese e aneddoti grotteschi tipici dello stile gotico internazionale.
Nella chiesa di Santa Maria in Selva nel cimitero di Locarno affrescarono la volta e la lunetta terminale in collaborazione con la bottega di Tommasino da Vimercate, databili ai primi anni del Quattrocento e commissionati da un certo Giovannino detto Pellegrino.
Per attribuzione vengono loro assegnate anche alcune pagine di un Tacuinum sanitatis della Biblioteca Nazionale di Vienna (Serie Nuova 2644, foli da 88 a 95).